# Tyler1
泰勒·斯坦肯（英語：Tyler Steinkamp，1995年3月7日—），他以線上別名tyler1或T1聞名，是美國影片直播平台Twitch的網路名人和實況主。他也是《英雄聯盟》最有名的線上人物之一，在Twitch上擁有超過500萬關注者。斯坦肯因對其他玩家的破壞性行為於2016年4月至2018年1月被禁止遊玩英雄聯盟，因此獲得了「北美最具毒性玩家」的綽號。他在帳號復原後的第一個直播於Twitch上達到了超過38萬6千個觀看者，這一數字被認為是當時網站上最高的非比賽同時觀看人數。2020年10月，他被韓國電子競技隊伍「T1」簽下為內容創作者。

## 外部連結
- 官方网站
- Tyler1的Twitch频道
- YouTube上的Tyler1頻道